# Sagarancona sericiella
Sagarancona sericiella är en fjärilsart som beskrevs av Walsingham 1904. Sagarancona sericiella ingår i släktet Sagarancona och familjen Symmocidae. Inga underarter finns listade i Catalogue of Life.